# Scott Ambush
Scott Ambush (Frederick (Maryland), 28 april 1960) is een Amerikaans bassist.
Ambush doorliep de Urbana Elementry School in Urbana (Maryland) en de middelbare en hogere school te Frederick. Daarna ging hij studeren aan de Universiteit in Maryland aan de faculteit Psychologie. Echter al vanaf zijn twaalfde begon hij basgitaar te spelen. Hij koos daarbij niet specifiek voor het muziekinstrument, hij had zijn ogen gericht op de drumkit, maar die was al bezet. Vroege invloeden onderging hij van Return to Forever en Stanley Clarke. Gedurende zijn studie maakte hij verder kennis met de muziekwereld in Washington DC. Hij werd aangeraden als bassist bij Spyro Gyra en deze band nam hem in zich op tijdens de opnamen voor het album Thee wishes in 1992. Sindsdien maakte hij deel uit van de band. Ambush gebruikt een speciaal voor hem ontworpen basgitaar. Ambush heeft ook een eigen geluidsstudio aan huis.
Slechts af en toe leent hij zichzelf uit aan andere musici zoals Gumbi Ortiz (album: Miami), Mike Tomero en Deanna Bogart. Spyro Gyra levert ongeveer één album per jaar op en treedt daarbij “slechts” 70 keer per jaar op.

## Discografie
- 1992: Three wishes
- 1993: Dreams beyond control
- 1995: Love & other obsessions
- 1996: Heart of the night
- 1997: 20/20
- 1998: Road scholars
- 1999: Got the magic
- 2001: In modern times
- 2003: Original cinema
- 2004: The deep end
- 2006: Wrapped in a dream
- 2007: Good to Go-Go
- 2008: A night before Christmas
- 2009: Down The Wire
- 2011: A foreign affair

- Library of Congress Control Number: n91126970
- MusicBrainz: a1a86a5e-bbab-40aa-8ce7-5bcb7daae389
- Nationale Bibliotheek van Israël: 987007352935505171
- Virtual International Authority File: 291149294302180521502
- WorldCat: E39PBJbtmcHhychfWB4KbkCvpP